# Ongarue River
Der Ongarue River ist ein Fluss in Neuseeland, der über den Whanganui River an der Südwestküste der Nordinsel in die Tasmansee entwässert. Seine Quelle liegt an der Südflanke des 1165 m hohen Pureora. Von dort fließt er in zunächst westsüdwestlicher Fließrichtung bis zur kleinen Ortschaft Waimiha, wo er nach Südwestsüd abknickt. Von dort läuft auch der New Zealand State Highway 4 am Ufer entlang bis zur Mündung südlich der Ortschaft Taumarunui. Dort treffen auch der New Zealand State Highway 43 und etwas östlich der New Zealand State Highway 41 ein. Der Name der Māori für den Fluss lässt sich frei als „Erzitternder Ort“ übersetzen.